# Nino Dirnbek
Nino Dirnbek, slovenski nogometaš, * 29. marec 1990, Ptuj.
Dirnbek je nekdanji profesionalni nogometaš, ki je igral na položaju branilca. V svoji karieri je igral za slovenske klube Dravinja, Šentjur, Mons Claudius, Odranci, Nafta Lendava, Drava Ptuj in Bistrica, slovaško Petržalko, nemška Sonthofen in Eintracht Bamberg, češko Jiskro Domažlice, srbski Donji Srem in avstrijski Siebing. 